# Kammerwahl 2013
- Lénk: 2
- LSAP: 13
- Gréng: 6
- DP: 13
- CSV: 23
- ADR: 3

Die 23. Wahl zur Luxemburgischen Kammer (luxemburgisch Chamberwal) fand nach dem Verlust der parlamentarischen Unterstützung für die amtierende Regierung Juncker-Asselborn II am 20. Oktober 2013 statt.

## Ausgangslage

Logo der Chambre des Députés, der Abgeordnetenkammer.

Jean-Claude Juncker von der Christlich Sozialen Volkspartei (CSV) stand seit 1995 an der Spitze der luxemburgischen Regierung. Seit 1984 koalierte die CSV mit einer Unterbrechung (1999 bis 2004) mit der sozialdemokratischen Lëtzebuerger Sozialistesch Arbechterpartei (LSAP). Diese Koalition konnte ihre Mehrheit bei der Kammerwahl 2009 bei Gewinnen für die CSV und Verlusten für die LSAP leicht ausbauen.
Nachdem die LSAP Juncker wegen einer Geheimdienstaffäre das Vertrauen entzogen hatte, schlug dieser Großherzog Henri vorgezogene Neuwahlen für die Abgeordnetenkammer vor. Daraufhin wurde die Abgeordnetenkammer vom Großherzog mit Wirkung für den 8. Oktober 2013 aufgelöst.

## Wahlrecht

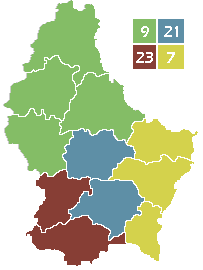
Wahlbezirke mit der Anzahl an Sitzen

Wahlberechtigt waren alle Luxemburger ab 18 Jahre. In Luxemburg besteht Wahlpflicht. Davon ausgenommen sind Wahlberechtigte über 75 Jahren und im Ausland, die als einzige per Brief wählen können.
Die Verfassung schreibt Verhältniswahl vor und legt die Einteilung des Landes in die vier Wahlbezirke Süden, Zentrum, Norden und Osten fest. Die Verteilung der insgesamt 60 Sitze auf die Wahlbezirke wird durch ein Gesetz bestimmt, das von der Kammer mit Zweidrittelmehrheit angenommen werden muss. Die Zahl der Wahlberechtigten pro Sitz ist im Wahlbezirk Zentrum deutlich kleiner als in den anderen drei Wahlbezirken.
| Wahlbezirk | Sitze | Wahlbe- rechtigte 2009 | Wahlbe- rechtigte je Sitz 2009 | Gebiet des Wahlbezirks                               |
| Süden      | 23    | 89898                  | 3909                           | Kantone Capellen und Esch/Alzette                    |
| Zentrum    | 21    | 63391                  | 3019                           | Kantone Luxemburg und Mersch                         |
| Norden     | 9     | 39739                  | 4415                           | Kantone Clerf, Diekirch, Redingen, Vianden und Wiltz |
| Osten      | 7     | 30814                  | 4402                           | Kantone Echternach, Grevenmacher und Remich          |
| Luxemburg  | 60    | 223842                 | 3731                           |                                                      |

Es gibt keine explizite Sperrklausel, durch die Verteilung der Mandate nach dem D’Hondt-Verfahren ergeben sich aber implizite Sperrklauseln von zum Beispiel 3,23 bis 4,55 % im Süden und 6,67 bis 12,5 % im Osten.

## Parteien
Zur Wahl traten neun Parteien mit jeweils 60 Kandidaten an. Die Reihenfolge auf dem Stimmzettel wurde am 22. August 2013 von der Präsidentin des Hauptwahlbüros Eliette Bauler wie folgt ausgelost:
| Liste | Liste | Partei                                             | Politische Ausrichtung | Anzahl an Sitzen vor der Wahl | europäische Assoziation |
| ----- | ----- | -------------------------------------------------- | ---------------------- | ----------------------------- | ----------------------- |
|       | 1     | Déi Lénk                                           | sozialistisch          | 01                            | EL (Linke)              |
|       | 2     | Alternativ Demokratesch Reformpartei (ADR)         | rechtskonservativ      | 02                            | AECR (Konservative)     |
|       | 3     | Kommunistesch Partei Lëtzebuerg (KPL)              | kommunistisch          | keine                         |                         |
|       | 4     | Demokratesch Partei (DP)                           | liberal                | 09                            | ELDR (Liberale)         |
|       | 5     | Piratepartei Lëtzebuerg (PPLU)                     | Piratenpartei          | keine                         | PPEU (Piraten)          |
|       | 6     | Déi Gréng                                          | Grüne                  | 07                            | EGP (Grüne)             |
|       | 7     | Lëtzebuerger Sozialistesch Aarbechterpartei (LSAP) | sozialdemokratisch     | 13                            | SPE (Sozialdemokraten)  |
|       | 8     | Chrëschtlech Sozial Vollekspartei (CSV)            | christlich-sozial      | 26                            | EVP (Christdemokraten)  |
|       | 9     | Partei fir Integral Demokratie (PID)               |                        | 01                            |                         |

## Resultate

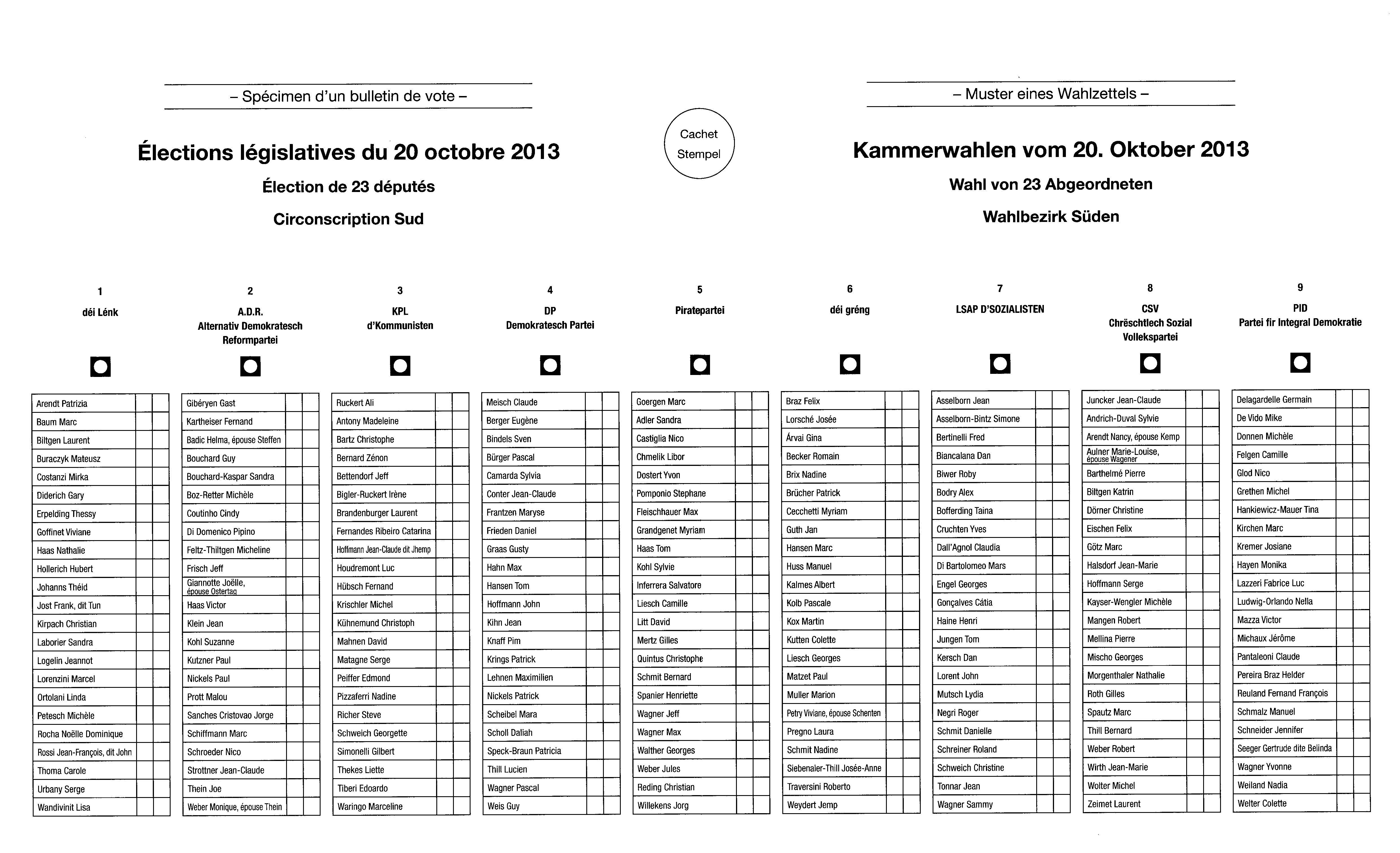
Amtliches Muster eines Stimmzettels des Wahlbezirks Süden

### Parteien
| Partei | Partei                                      | Prozent 2009 | Sitze 2009 | Prozent 2013 | +/−  | Sitze 2013 | +/−       |
| ------ | ------------------------------------------- | ------------ | ---------- | ------------ | ---- | ---------- | --------- |
|        | Chrëschtlech Sozial Vollekspartei           | 38,0         | 26         | 33,7         | −4,3 | 23         | −3        |
|        | Lëtzebuerger Sozialistesch Aarbechterpartei | 21,6         | 13         | 20,3         | −1,3 | 13         | 0         |
|        | Demokratesch Partei                         | 15,0         | 9          | 18,3         | +3,3 | 13         | +4        |
|        | Déi Gréng                                   | 11,7         | 7          | 10,1         | −1,6 | 6          | −1        |
|        | Alternativ Demokratesch Reformpartei        | 8,1          | 4 (2) *    | 6,6          | −1,5 | 3          | −1 (+1) * |
|        | Déi Lénk                                    | 3,3          | 1          | 4,9          | +1,6 | 2          | +1        |
|        | Kommunistesch Partei Lëtzebuerg             | 1,5          | 0          | 1,6          | +0,1 | 0          | 0         |
|        | Piratepartei Lëtzebuerg                     | —            | —          | 2,9          | +2,9 | 0          | 0         |
|        | Partei fir integral Demokratie              | —            | (1) *      | 1,5          | +1,5 | 0          | 0 (−1) *  |

### Resultate nach Wahlbezirk
Jeder Wähler hatte so viele Stimmen, wie im Wahlbezirk Abgeordnete zu wählen waren. Die Ergebnisse der einzelnen Wahlbezirke:
|                     | Wahlbezirk Süden | Wahlbezirk Süden | Wahlbezirk Süden | Wahlbezirk Osten | Wahlbezirk Osten | Wahlbezirk Osten | Wahlbezirk Zentrum | Wahlbezirk Zentrum | Wahlbezirk Zentrum | Wahlbezirk Norden | Wahlbezirk Norden | Wahlbezirk Norden | Luxemburg insgesamt | Luxemburg insgesamt | Luxemburg insgesamt | Luxemburg insgesamt |
| Anzahl              | %                | Sitze            | Anzahl           | %                | Sitze            | Anzahl           | %                  | Sitze              | Anzahl             | %                 | Sitze             | Anzahl            | % unge- wichtet     | % ge- wichtet *     | Sitze               |                     |
| ------------------- | ---------------- | ---------------- | ---------------- | ---------------- | ---------------- | ---------------- | ------------------ | ------------------ | ------------------ | ----------------- | ----------------- | ----------------- | ------------------- | ------------------- | ------------------- | ------------------- |
| Wahlberechtigte     | 95.397           |                  |                  | 33.841           |                  |                  | 67.232             |                    |                    | 43.198            |                   |                   | 239.668             |                     |                     |                     |
| Wähler              | 87.574           | 91,8             |                  | 30.911           | 91,3             |                  | 60.472             | 89,9               |                    | 39.917            | 92,4              |                   | 218.874             | 91,32               |                     |                     |
| Gültige Stimmzettel | 81.294           | 92,8             |                  | 28.907           | 93,5             |                  | 56.600             | 93,6               |                    | 37.210            | 93,2              |                   | 204.011             | 93,21               |                     |                     |
| Gültige Stimmen     | 1.672.663        |                  |                  | 194.458          |                  |                  | 1.091.453          |                    |                    | 318.099           |                   |                   | 3.276.673           |                     |                     |                     |
| Sitze insgesamt     |                  |                  | 23               |                  |                  | 7                |                    |                    | 21                 |                   |                   | 9                 |                     |                     |                     | 60                  |
|                     |                  |                  |                  |                  |                  |                  |                    |                    |                    |                   |                   |                   |                     |                     |                     |                     |
| CSV                 | 539.306          | 32,2             | 8                | 71.727           | 36,9             | 3                | 385.405            | 35,3               | 8                  | 107.163           | 33,7              | 4                 | 1.103.601           | 33,68               | 34,05               | 23                  |
| LSAP                | 421.519          | 25,2             | 7                | 28.385           | 14,6             | 1                | 159.875            | 14,6               | 3                  | 54.788            | 17,2              | 2                 | 664.567             | 20,28               | 19,21               | 13                  |
| DP                  | 213.182          | 12,7             | 3                | 36.237           | 18,6             | 2                | 273.092            | 25,0               | 6                  | 75.426            | 23,7              | 2                 | 597.937             | 18,25               | 19,08               | 13                  |
| Déi Gréng           | 163.641          | 9,8              | 2                | 25.486           | 13,1             | 1                | 114.142            | 10,5               | 2                  | 28.646            | 9,0               | 1                 | 331.915             | 10,13               | 10,32               | 6                   |
| ADR                 | 125.826          | 7,5              | 2                | 16.901           | 8,7              |                  | 54.709             | 5,0                | 1                  | 20.246            | 6,4               |                   | 217.682             | 6,64                | 6,78                | 3                   |
| Déi Lénk            | 95.819           | 5,7              | 1                | 5.941            | 3,1              |                  | 51.859             | 4,8                | 1                  | 8.138             | 2,6               |                   | 161.757             | 4,94                | 4,47                | 2                   |
| Piratepartei        | 50.676           | 3,0              |                  | 5.226            | 2,7              |                  | 29.631             | 2,7                |                    | 10.733            | 3,4               |                   | 96.266              | 2,94                | 2,96                |                     |
| PID                 | 22.571           | 1,3              |                  | 3.018            | 1,6              |                  | 13.318             | 1,2                |                    | 10.384            | 3,3               |                   | 49.291              | 1,50                | 1,70                |                     |
| KPL                 | 40.123           | 2,4              |                  | 1.537            | 0,8              |                  | 9.422              | 0,9                |                    | 2.575             | 0,8               |                   | 53.657              | 1,64                | 1,44                |                     |

## Regierungsbildung

Nationalflagge Gambias

Am 24. Oktober ernannte der Großherzog den Vorsitzenden der Demokratischen Partei und Bürgermeister der Stadt Luxemburg, Xavier Bettel, zum Formateur. Er führte Gespräche zur Bildung einer Drei-Parteien-Koalition aus LSAP, DP und Grünen. Diese Konstellation wird von der Presse als „Gambia-Koalition“ bezeichnet, da die Farben der beteiligten Parteien denen der Nationalflagge des afrikanischen Landes entsprechen. Obwohl die LSAP nach Wählerstimmen die stärkste der drei Regierungsparteien ist, überließ sie Bettel den Vortritt bei der Regierungsbildung. Grund dafür war u. a., dass die DP die stärksten Zugewinne bei der Wahl hatte, während die LSAP Verluste verzeichnen musste.
Die CSV zeigte sich empört, dass sie als mit Abstand stimmenstärkste Partei von der Regierungsbildung ausgeschlossen wurde und die DP nicht einmal auf Gesprächsangebote eingegangen sei. Ihre Europaparlamentarierin Astrid Lulling sprach von „Piraterie am Wählerwillen“. Der scheidende Staatsminister Jean-Claude Juncker kündigte an, als Oppositionsführer in der luxemburgischen Politik bleiben zu wollen und weiterhin kein Spitzenamt auf europäischer Ebene anzustreben. Zur Europawahl 2014 kandidierte er jedoch als Präsidentschaftskandidat der EU-Kommission für die EVP und wurde im November 2014 Kommissionspräsident.
Am 4. Dezember 2013 wurden Bettel und sein aus 15 Ministern und drei Staatssekretären bestehendes Kabinett vereidigt.